# Averøya
Averøya er en ø i Averøy kommune i Møre og Romsdal fylke i Norge. Den ligger nord for Romsdalhalvøen og omgives af Kornstadfjorden mod vest, Kvernesfjorden mod syd og øst og Atlanterhavet mod nord. Hovedbyerne på den 165 km² store ø, er Bruhagen, Kvernes, Kornstad, Kårvåg, Langøy, og Bremsnes.
Øen er forbundet med fastlandet med Atlanterhavsvejen, og til Kristiansund via Atlanterhavstunnelen.